# Liste des lacs de l'Allemagne/A
| Nom en allemand       | Ville / Commune / Arrondissement       | Land                               | Superficie (km²)           |
| --------------------- | -------------------------------------- | ---------------------------------- | -------------------------- |
| Aabachsee             | Arrondissement de Paderborn            | Rhénanie-du-Nord-Westphalie        | 1,8                        |
| Aalkistensee          | Arrondissement d'Enz                   | Bade-Wurtemberg                    | 0,136                      |
| Aalsee                | Alt Schwerin                           | Mecklembourg-Poméranie-Occidentale |                            |
| Aartalsperre          | Lahn-Dill-Kreis                        | Hesse                              | 0,57                       |
| Aasee                 | Bocholt                                | Rhénanie-du-Nord-Westphalie        | 0,32                       |
| Aasee                 | Ibbenbüren                             | Rhénanie-du-Nord-Westphalie        | 0,15                       |
| Aasee                 | Münster                                | Rhénanie-du-Nord-Westphalie        | 0,402                      |
| Abtsdorfer See        | Saaldorf-Surheim/Pays-de-Berchtesgaden | Bavière                            | 0,84                       |
| Accumer See           | Schortens                              | Basse-Saxe                         | 0,3                        |
| Achterdieksee         | Brême                                  | Brême                              | 0,76                       |
| Achernsee             | Achern                                 | Bade-Wurtemberg                    |                            |
| Achtersee             | Arrondissement du Holstein-de-l'Est    | Schleswig-Holstein                 | 0,035                      |
| Achterdieksee         | Brême                                  | Brême                              | 0,076                      |
| Adolfosee             | Hückelhoven                            | Rhénanie-du-Nord-Westphalie        | 0,166                      |
| Affolderner See       | Arrondissement de Waldeck-Frankenberg  | Hesse                              | 1,65                       |
| Aggertalsperre        | Arrondissement du Haut-Berg            | Rhénanie-du-Nord-Westphalie        | 1,5                        |
| Ahauser Stausee       | Olpe                                   | Rhénanie-du-Nord-Westphalie        | 0,54                       |
| Ahlftener Flatt       | Soltau                                 | Basse-Saxe                         |                            |
| Ahrensdorfer See      | Rietz-Neuendorf                        | Brandebourg                        | 0,11                       |
| Ahrensdorfer Teiche   | Ludwigsfelde                           | Brandebourg                        |                            |
| Aindlinger Baggersee  | Todtenweis/Aichach-Friedberg           | Bavière                            | 0,09                       |
| Alatsee               | Füssen/Ostallgäu                       | Bavière                            | 0,12                       |
| Alberssee             | Lippstadt                              | Rhénanie-du-Nord-Westphalie        | 0,23                       |
| Albrechtshainer See   | Leipzig                                | Saxe                               | 0,24                       |
| Alfsee                | Osnabrück                              | Basse-Saxe                         | 2,2                        |
| Allersee              | Wolfsbourg                             | Basse-Saxe                         | 0,29                       |
| Allner See            | Hennef                                 | Rhénanie-du-Nord-Westphalie        | 0,10                       |
| Alpsee                | Schwangau/Ostallgäu                    | Bavière                            | 0,88                       |
| Alter Wochowsee       | Storkow                                | Brandebourg                        |                            |
| Altdöberner See       | Altdöbern                              | Brandebourg                        | À l'achèvement en 2017 8,8 |
| Altmühlsee            | Muhr am See/Weißenburg-Gunzenhausen    | Bavière                            | 4,5                        |
| Altsee                | Bersenbrück                            | Basse-Saxe                         |                            |
| Altwarmbüchener See   | Hannover/Isernhagen                    | Basse-Saxe                         | 0,48                       |
| Ammersee              | Gemeindefrei, Landsberg am Lech        | Bavière                            | 46,6                       |
| Ampersee              | Olching/Fürstenfeldbruck               | Bavière                            | 0,09                       |
| Angermunder See       | Düsseldorf                             | Rhénanie-du-Nord-Westphalie        |                            |
| Arendsee              | Arendsee                               | Sachsen-Anhalt                     | 5,14                       |
| Arenholzer See        | Schleswig                              | Schleswig-Holstein                 | 0,82                       |
| Arkenberger Baggersee | Berlin                                 | Berlin                             | 0,11                       |
| Arlesheimer See       | Fribourg                               | Bade-Wurtemberg                    | 0,229                      |
| Äschmatt-See          | Rheinau                                | Bade-Wurtemberg                    |                            |
| Attersee              | Osnabrück                              | Basse-Saxe                         | 0,06                       |
| Auensee               | Bonn                                   | Rhénanie-du-Nord-Westphalie        |                            |
| Auensee (Kissing)     | Kissing/Aichach-Friedberg              | Bavière                            | 0,18                       |
| Auensee               | Leipzig                                | Saxe                               | 0,12                       |
| Auesee                | Wesel                                  | Rhénanie-du-Nord-Westphalie        | 1,81                       |
| Außenalster           | Hambourg                               | Hambourg                           | 1,64                       |
| Autobahnsee           | Augsbourg                              | Bavière                            | 0,17                       |
| Autobahnsee (Reckahn) | Reckahn                                | Brandebourg                        |                            |

| Liste des lacs de l'Allemagne : Haut - A B C D E F G H I J K L M N O P Q R S T U V W X Y Z |